# Kigali (provincie)
De Kigali is de hoofdstedelijke en veruit de kleinste van de vijf provincies van Rwanda. De provincie bestaat grotendeels uit de agglomeratie van de nationale hoofdstad Kigali.

## Grenzen
De provincie Kigali is geheel omgeven door en grenst aan drie van de vier andere provincies
van het land:
- Nord in het noorden.
- Est in het oosten en het zuiden.
- Sud in het westen.

## Districten
De provincie bestaat uit drie districten:
- Gasabo
- Kicukiro
- Nyarugenge

Oost · Kigali · Noord · Zuid · West